# جيانكارلو بيليني
جيانكارلو بيليني (بالإيطالية: Giancarlo Bellini)‏ مواليد 15 سبتمبر 1945 في كروسا، إيطاليا، هو دراج إيطالي سابق في صنف سباق الدراجات على الطريق.

## سجل النتائج

### سباقات أو مراحل فاز بها
- طواف سويسرا
- طواف إيطاليا

## روابط خارجية
- جيانكارلو بيليني على موقع أرشيف الدراجات (الإنجليزية)
- جيانكارلو بيليني على موقع إحصائيات الدراجات الإحترافية (الإنجليزية)